# Qazaqstan Kubogy 2022
La Qazaqstan Kubogy 2022 è stata la 30ª edizione della Coppa del Kazakistan. È iniziata il 6 aprile 2022 ed è terminata il 12 novembre successivo. Il Qairat era la squadra campione in carica.

## Fase preliminare
A questa fase hanno partecipato 16 squadre: 8 dalla Birinşi Lïga e 8 dalla Ekinşi Lïga. Il sorteggio è stato effettuato il 18 marzo 2022.

### Primo turno
| Squadra 1       | Risultato       | Squadra 2          |
| --------------- | --------------- | ------------------ |
| 6 aprile 2022   |                 |                    |
| Igılık          | 1 – 2           | Jeñis              |
| Qyran           | 0 – 3           | Akademıya Ońtýstik |
| Aqtóbe City     | 2 – 1 (dts)     | Arys               |
| Qaisar          | 2 – 0           | Oqjetpes           |
| Iassy-Turkistan | 0 – 0 (2-1 dtr) | Han-Táńiri         |
| Jetisý          | 4 – 0           | Altaı              |
| SD Family       | 1 – 1 (5-6 dtr) | Jas Qyran          |
| 7 aprile 2022   |                 |                    |
| Baıqońyr        | 1 – 4           | Sdıýsshor Nº8      |

### Secondo turno
| Squadra 1          | Risultato       | Squadra 2     |
| ------------------ | --------------- | ------------- |
| 12 aprile 2022     |                 |               |
| Aqtóbe City        | 0 – 0 (2-3 dtr) | Jetisý        |
| Akademıya Ońtýstik | 2 – 3           | Jeñis         |
| Iassy-Turkistan    | 2 – 0           | Jas Qyran     |
| Qaisar             | 1 – 0           | Sdıýsshor Nº8 |

### Terzo turno
Il sorteggio è stato effettuato il 14 aprile 2022.
| Squadra 1     | Risultato   | Squadra 2       |
| ------------- | ----------- | --------------- |
| 4 maggio 2022 |             |                 |
| Jetisý        | 2 – 1 (dts) | Jeñis           |
| Qaisar        | 3 – 0       | Iassy-Turkistan |

## Fase a gironi

### Sorteggio
Gli accoppiamenti sono stati determinati tramite sorteggio il 18 maggio 2022 nella sede centrale della KFF. Le sedici squadre sono state suddivise in quattro urne in base ai risultati sportivi della stagione 2021.
| Urna 1                       | Urna 2                                   | Urna 3                               | Urna 4                       |
| ---------------------------- | ---------------------------------------- | ------------------------------------ | ---------------------------- |
| Tobyl Astana Qairat Qyzyljar | Ordabasy Aqtöbe Shahter Qaraǵandy Kaspıı | Aqjaıyq Taraz Atyrau Tūran Türkistan | Aqsý Maqtaaral Qaisar Jetisý |

### Gruppo A
| Squadra  | P.ti | G | V | N | P | GF | GS | DR |
| -------- | ---- | - | - | - | - | -- | -- | -- |
| Qairat   | 16   | 6 | 5 | 1 | 0 | 15 | 6  | +9 |
| Ordabasy | 9    | 6 | 3 | 0 | 3 | 9  | 8  | +1 |
| Atyrau   | 7    | 6 | 2 | 1 | 3 | 6  | 11 | -5 |
| Aqsý     | 2    | 6 | 0 | 2 | 4 | 3  | 8  | -5 |

|          | Aqs   | Atı   | Ord   | Qaý   |
| Aqsý     |       | 0 - 1 | 0 - 1 | 1 - 1 |
| Atıraw   | 0 - 0 |       | 1 - 4 | 2 - 3 |
| Ordabası | 2 - 0 | 1 - 2 |       | 1 - 3 |
| Qaýrat   | 3 - 2 | 3 - 0 | 2 - 0 |       |

### Gruppo B
| Squadra  | P.ti | G | V | N | P | GF | GS | DR |
| -------- | ---- | - | - | - | - | -- | -- | -- |
| Qaisar   | 13   | 6 | 4 | 1 | 1 | 11 | 7  | +4 |
| Aqjaıyq  | 10   | 6 | 3 | 1 | 2 | 9  | 6  | +3 |
| Kaspıı   | 10   | 6 | 3 | 1 | 2 | 10 | 9  | +1 |
| Qyzyljar | 1    | 6 | 0 | 1 | 5 | 4  | 12 | -8 |

|          | Aqj   | Kas   | Qaı   | Qız   |
| Aqjaýıq  |       | 3 - 1 | 2 - 2 | 1 - 0 |
| Kaspïý   | 2 - 1 |       | 1 - 2 | 1 - 1 |
| Qaısar   | 1 - 0 | 1 - 2 |       | 3 - 1 |
| Qızıljar | 0 - 2 | 1 - 3 | 1 - 2 |       |

### Gruppo C
| Squadra   | P.ti | G | V | N | P | GF | GS | DR  |
| --------- | ---- | - | - | - | - | -- | -- | --- |
| Taraz     | 12   | 6 | 3 | 3 | 0 | 17 | 8  | +9  |
| Maqtaaral | 10   | 6 | 3 | 1 | 2 | 11 | 9  | +2  |
| Aqtöbe    | 8    | 6 | 2 | 2 | 2 | 6  | 6  | 0   |
| Tobyl     | 3    | 6 | 1 | 0 | 5 | 7  | 18 | -11 |

|           | Aqt   | Maq   | Tar   | Tob   |
| Aqtöbe    |       | 1 - 0 | 1 - 1 | 1 - 0 |
| Maqtaaral | 3 - 2 |       | 1 - 1 | 1 - 0 |
| Taraz     | 0 - 0 | 4 - 2 |       | 6 - 1 |
| Tobıl     | 2 - 1 | 1 - 4 | 5 - 3 |       |

### Gruppo D
| Squadra           | P.ti | G | V | N | P | GF | GS | DR  |
| ----------------- | ---- | - | - | - | - | -- | -- | --- |
| Astana            | 12   | 6 | 3 | 3 | 0 | 17 | 7  | +10 |
| Shahter Qaraǵandy | 10   | 6 | 3 | 1 | 2 | 13 | 14 | -1  |
| Tūran Türkistan   | 5    | 6 | 1 | 2 | 3 | 5  | 9  | -4  |
| Jetisý            | 4    | 6 | 0 | 4 | 2 | 4  | 9  | -5  |

|                  | Ast   | Jet   | Şax   | Tur   |
| Astana           |       | 2 - 2 | 5 - 2 | 2 - 1 |
| Jetisw           | 0 - 0 |       | 0 - 0 | 0 - 0 |
| Şaxter Qaraǧandy | 1 - 7 | 4 - 2 |       | 4 - 0 |
| Turan Turkistan  | 1 - 1 | 3 - 0 | 0 - 2 |       |

## Fase finale

### Quarti di finale
Il sorteggio dei quarti di finale si è tenuto il 16 agosto 2022.
| Squadra 1      | Risultato       | Squadra 2         |
| -------------- | --------------- | ----------------- |
| 31 agosto 2022 |                 |                   |
| Taraz          | 1 – 1 (4-2 dtr) | Shahter Qaraǵandy |
| Qairat         | 1 – 2           | Aqjaıyq           |
| Astana         | 1 – 0           | Maqtaaral         |
| Qaisar         | 1 – 1 (1-4 dtr) | Ordabasy          |

### Semifinali
Gli accoppiamenti delle semifinali sono stati decisi il 16 agosto 2022, insieme al sorteggio dei quarti di finale.
| Squadra 1       | Risultato | Squadra 2 |
| --------------- | --------- | --------- |
| 19 ottobre 2022 |           |           |
| Aqjaıyq         | 5 – 3     | Taraz     |
| Astana          | 2 – 3     | Ordabasy  |

### Finale
| Arbitro: | Kýchın (Karaganda) |

|                                            |           |                                                                     |
| Badoyan 7’ Tabatadze 11’, 67’ Kalenčuk 73’ | Marcatori | 26’ Shamshy 51’ Sadoŭski 76’ Fedïn 90+8’ Guedes 118’ (rig.) Astanov |